# 勞厄嫩湖
46°23′42″N 7°19′56″E / 46.39500°N 7.33222°E

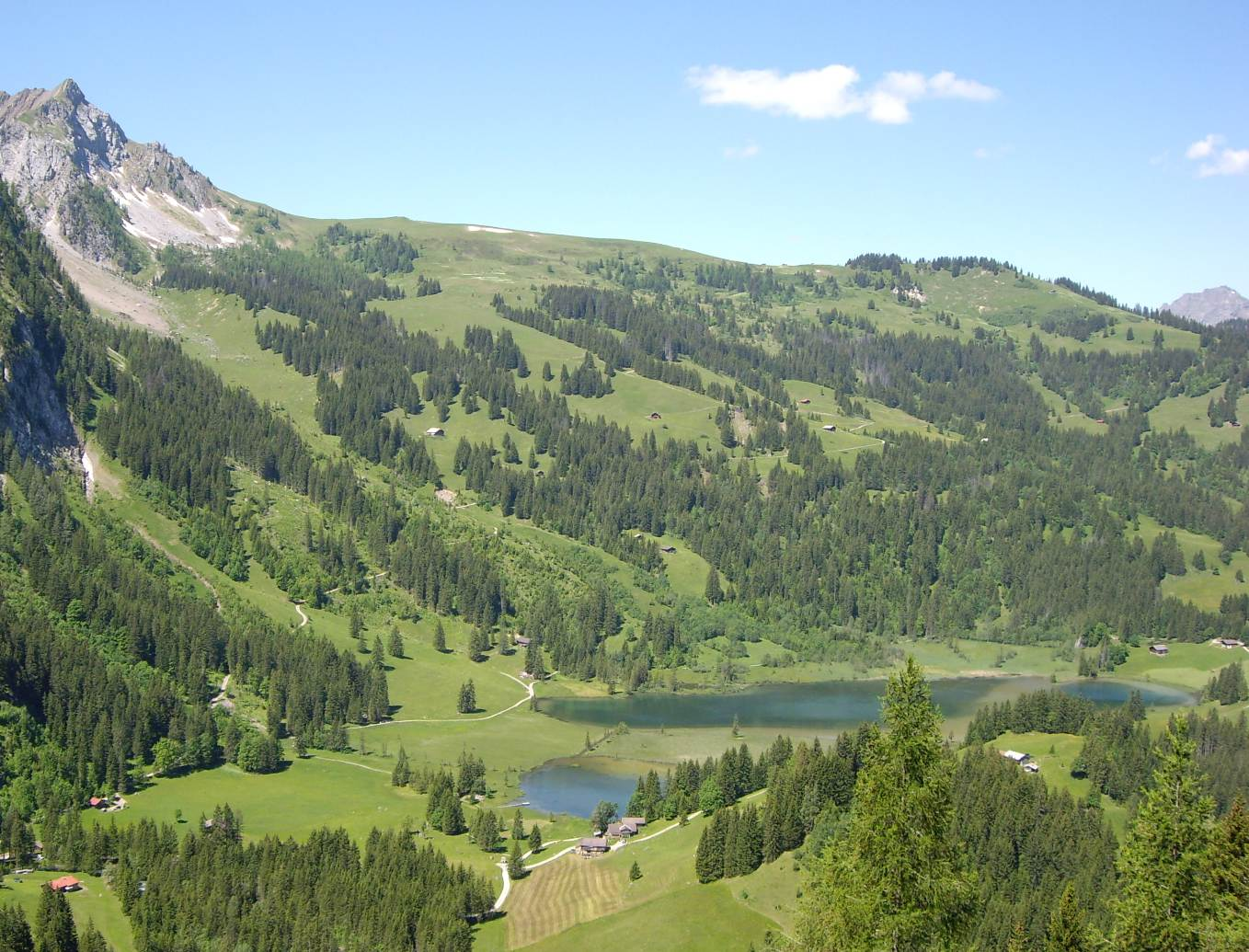

勞厄嫩湖（Lauenensee），是瑞士的湖泊，位於該國西部，由伯恩州負責管轄，面積0.1平方公里，海拔高度1,381米，平均水深1米，最大水深3.5米，每年平均降雨量1,395毫米。